# Olivier Lamoise
Olivier Lamoise est un joueur français de volley-ball né le 20 mars 1979 à Évreux (Eure). Il mesure 2,05 m et joue central. Il est le frère de Thomas Lamoise.

## Clubs
| Club                          | Pays       | De        | À         |
| ----------------------------- | ---------- | --------- | --------- |
| Martigues Volley-Ball         | France     | 1998-1999 | 1998-1999 |
| Montpellier UC                | France     | 1999-2000 | 2004-2005 |
| Materdomini Castellana Grotte | Italie     | 2005-2006 | 2005-2006 |
| Modugno-Noicattaro Volley     | Italie     | 2006-2007 | 2006-2007 |
| Tarragona SPSP                | Espagne    | 2007-2008 | 2007-2008 |
| Narbonne Volley               | France     | 2008-2009 | 2009-2010 |
| FCB voleibol                  | Espagne    | 2010-2011 | 2010-2011 |
| Gigantes Carolina             | Porto Rico | 2011-2012 | 2011-2012 |

## Palmarès
- Championnat du monde masculin de volley-ball des moins de 21 ans 
  - Finaliste : 1999
- Championnat d'Europe masculin de volley-ball des moins de 21 ans
  - Finaliste: 1998
- Universiades de volley-ball masculin
  - Finaliste: 2001